# نایدروبلارن
نایدروبلارن (به آلمانی: Niederöblarn) یک منطقهٔ مسکونی در اتریش است که در Expositur Gröbming واقع شده‌است. نایدروبلارن ۲۰٫۹۵ کیلومتر مربع مساحت دارد ۶۷۸ متر بالاتر از سطح دریا واقع شده‌است.